# رودريغو لوبيز (طبيب)
رودريغو لوبيز (1517 - 7 يونيو 1594) شغل منصب الطبيب الرئيسي للملكة إليزابيث الأولى ملكة إنجلترا منذ عام 1581 حتى وفاته بالإعدام، بعد إدانته بالتخطيط لتسميمها. كان برتغاليًا كونفرسوسيًا أو مسيحيًا جديدًا من أصل يهودي، والطبيب الملكي الوحيد في تاريخ اللغة الإنجليزية الذي أُعدم، وربما ألهم شخصية شايلوك في مسرحية شكسبير تاجر البندقية، والتي كتبت في غضون أربع سنوات من وفاته.
كان لوبيز نجل طبيب ملكي برتغالي من أصل يهودي، ونشأ تحت العقيدة الكاثوليكية ودرس في جامعة قلمرية. في أثناء محاكم التفتيش البرتغالية، اتُهم بممارسة الديانة اليهودية سرًا، وأُجبر على مغادرة البلاد. استقر في لندن عام 1559، وانضم إلى كنيسة إنجلترا وأصبح طبيبًا منزليًا في مستشفى سانت بارثولوميو. اكتسب سمعة طيبة باعتباره طبيبًا دقيقًا وماهرًا، واكتسب العديد من العملاء ذوي الشأن، بما في ذلك إيرل ليستر والسير فرنسيس والسينغهام، وفي النهاية، ملكة إنجلترا نفسها.
اتهم إيرل إسيكس لوبيز بالتآمر لتسميم الملكة في يناير 1594. أصر الطبيب على براءته، وأدين بالخيانة العظمى في فبراير وحُكم عليه بالسحب والشنق والإرباع في يونيو، بعد أن أكد من على سقالة الإعدام أنه «يحب الملكة كما يحب يسوع المسيح» -العبارة التي أثارت ضحكًا ساخرًا من الحشد لصدورها عن رجل ذي خلفية يهودية. يُفسر أحيانًا تأخر الملكة إليزابيث لمدة ثلاثة أشهر في التوقيع على مذكرة إعدام لوبيز بكونه دليل على شكها في القضية المرفوعة ضده. على أي حال، أعادت كل ممتلكاته تقريبًا إلى أرملته وأولاده.

## النشأة وأسرته
ولد رودريغو لوبيز في كراتو بالبرتغال لعائلة من أصل يهودي نحو عام 1517. كان والده، أنطونيو لوبيز، طبيب جواو الثالث ملك البرتغال، وتعمد في الكنيسة الرومانية الكاثوليكية تحت الإكراه في عام 1497. تعمد لوبيز ونشأ على الإيمان الكاثوليكي باعتباره كونفرسوسيًا أو مسيحيًا جديدًا، ودرس في جامعة قلمرية. حصل على درجة بكالوريوس الآداب تحت اسم روي لوبيز في 7 فبراير 1540، ثم ماجستير الآداب في 4 ديسمبر 1541؛ التحق بدورة طبية في 23 ديسمبر من ذلك العام. لا توجد سجلات باقية بخصوص درجة الدكتوراه، ولكن وفقًا لكاتب سيرته الذاتية، إدغار صموئيل، يُحتمل أنه حصل عليها في عام 1544.

## المحاكمة والتنفيذ
بحلول أوائل تسعينيات القرن السادس عشر، كان لوبيز ثريًا ويحظى بالاحترام بشكل عام. كان يملك منزلًا مريحًا في هولبورن، وقد التحق ابنه الأصغر أنطوني بكلية ونشستر. أثار غضب أحد مرضاه السابقين، روبرت ديفيروكس، إيرل إسيكس، المفضل لدى الملكة إليزابيث عندما وصف لدوم أنطونيو ورجل الدولة الإسباني أنطونيو بيريز المناسبات التي عالج فيها إسيكس من الأمراض التناسلية. بعد أن علم إسيكس بهذا من بيريز، بدأ في جمع الأدلة التي تشير إلى تورط لوبيز باعتباره كاتبًا في الطابور الخامس يتقاضى أجرًا من فيليب الثاني ملك إسبانيا. اعتقد الوزير الأعلى للمالية، اللورد بيرغلي، في البداية أن مزاعم إسيكس ضد لوبيز سخيفة. حتى الملكة نفسها عاتبت إسيكس.
في أواخر عام 1593، اكتشف إسيكس مراسلات سرية بين إستيفاو فيريرا دا غاما، أحد أنصار دوم أنطونيو السابقين، ومسؤولين في هولندا الإسبانية -ما أدى إلى القبض على المبعوث، مانويل لويس تينوكو. قُبض أيضًا على مبعوث لوبيز، غوميز دافيلا، وهو برتغالي مسيحي جديد مقيم في لندن. ورط كلاهما لوبيز في أثناء الاستجواب. في 28 يناير 1594، كتب إسيكس إلى أنطوني بيكون ليخبره بـ«أخطر وأشنع خيانة»، والتي كانت الملكة إليزابيث هدفها: « ينبغي أن يكون الفاعل هو الدكتور لوبوس. طريقة القتل هي السم». تمت المقارنة مع رسالة كتبها أندرادا إلى بيرغلي في عام 1591، والتي أشار فيها إلى مؤامرة يرسل بموجبها ملك إسبانيا «ثلاثة برتغاليين لقتل جلالتها وثلاثة آخرين لقتل ملك فرنسا». تعرض تينوكو للتعذيب وهُدد فيريرا دا غاما بالتعذيب حتى اعترفا بما اشتبه فيه إسيكس؛ عندما سُئل فيريرا دا غاما عما إذا كان لوبيز على استعداد لتسميم الملكة، أجاب بالإيجاب. قُبض على لوبيز واحتُجز أولًا في إسيكس هاوس، ثم في برج لندن. اعترف عندما هُدد بالتعذيب، لكنه تراجع عن أقواله على الفور.
لم يساعد الكشف عن مراسلات سرية مع المسؤولين الإسبان لوبيز في قضيته، خاصةً عندما تبين أنه أعطى الأسبان معلومات عن المحكمة الإنجليزية وبدا أنه تبرع بالمال لكنيس يهودي سري في أنتويرب. سرعان ما أصبح بيرغلي ومسؤول التجسس ويليام وايد «مستعدين لتصديق الأسوأ»، على حد تعبير صموئيل. تمت محاكمة كل من لوبيز وفيريرا دا غاما وتينوكو من قبل لجنة برئاسة إسيكس في غيلدهول في 28 فبراير 1594. أصر لوبيز على براءته. أدان المدعي العام، السير إدوارد كوك، الطبيب باعتباره «شخصًا شريرًا قاتلًا وطبيبًا يهوديًا أسوأ من يهوذا نفسه... [ليس] مسيحيًا جديدًا... [بل] يهوديًا بحق». أدين الثلاثة بالخيانة العظمى وحكم عليهم بالإعدام.